# Gotthard Deutsch
Gott(h)ard Deutsch, též Eliezer Deutsch (31. ledna 1859, Dolní Kounice – 14. října 1921, Cincinnati, USA) byl znalec židovské historie.

## Vzdělání
Deutsch se narodil v Dolních Kounicích na Moravě v tehdejším Rakouském císařství jako Eliezer Deutsch, syn obchodníka Bernharda L. Deutsche a jeho ženy Elise rozené Wienerové. Jméno Gotthard je de facto překladem jeho židovského jména do němčiny. V říjnu 1876 vstoupil do židovského semináře ve Vratislavi a současně se také zapsal do odpoledních hodin na tamní univerzitě. V semináři ho ovlivnil známý židovský historik Heinrich Graetz.
V roce 1879 se habilitoval na Vídeňské univerzitě a o dva roky později získal titul doktora filosofie v oboru historie. Během studia na univerzitě se zapsal na studium talmudu Jicchaka Hirš Weisse v Bet Bet ha-midraš. Deutsch čerpal inspiraci jak u Weisse, tak u Adolfa Jellineka. Krátce po jeho ukončení studií přijal Deutsch od Weissesemichu (vysvěcení).

## Rabínská a akademická činnost
V roce 1881 Deutsch přijal probační místo šabatového učitele pro židovskou komunitu v Brně. Následující rok byl jmenován učitelem náboženství na brněnské německé střední škole. Roku 1887 vstoupil do rabinátu Mostě, což byla jeho jediná služba tohoto druhu. Deutsch byl při svém novém povolání daleko od obsahu. Brzy toužil po akademickém prostředí a příležitost uspokojit svou touhu po poznání. V Mostě se v květnu 1888 oženil s Hermine Bacherovou; pár měl tři syny a dvě dcery.
V roce 1891, na pozvání Isaaca Mayera Wise, se Deutsch přestěhoval do Spojených států, aby přijal předsedu židovské historie a filozofie na Hebrejské unijní koleji v Cincinnati. Po jedenácti letech výuky byl jmenován děkanem. V únoru 1903, po smrti Mojžíše Mielzinera, byl jmenován úřadujícím prezidentem vysoké školy, kterou zastával až do října téhož roku.
V roce 1912 Deutsch přednášel o židovských dějinách na Chicagské univerzitě a stal se vůdčí silou na místní úrovni po celých Spojených státech. To zahrnovalo jeho spojení s německým spolkem v Cincinnati a v roce 1909 byl zvolení do vzdělávacího výboru v Cincinnati, kde setrval po čtyři roky. Mnoho času strávil také redakcí Židovské encyklopedie, kde byl jako korespondenční tajemník Ústřední rady amerických rabínů a jako její předseda pro současné dějiny jejím hlavním přispěvatelem.

## Pozice první světové války
Jeden ze zlomů v Deutschově životě přišel se vstupem Spojených států do první světové války. Jeho celoživotní láska k Německu vedla Deutsche k podpoře neutrality Woodrowa Wilsona a zároveň se připojil k Lidové radě Ameriky pro demokracii a mír. Při vzestupu protiněmeckých nálad se Deutsch ocitl v osamělé pozici. Vyjadřoval se kriticky k válečné účasti své nové vlasti v Německu. 5. října 1917 federální agenti vtrhli do ředitelství rady.
Krátce nato, při naturalizačním pohovoru přítele, odmítl Deutsch odpovědět na otázku „Kdo chcete, aby vyhrál v této válce?“ Tyto skutečnosti a následné novinové titulky vedly mnoho kolegů a části veřejnost k požadavku jeho okamžitého vypovězení z vysoké školy. Pouze odhodlaná podpora jeho studentů, přátel a vůdčích reformních rabínů umožnila Deutschovi pokračovat ve výuce.

### Závěr života
14. října 1921 Gotthard (Eliezer) Deutsch zemřel ve svém domě v Cincinnati. Byl oplakáván Židy i Nežidy, stoupenci progresivních proudů i konzervativismu. Tisíce lidí naplnili cincinnatské krematorium, aby mu vzdaly poslední hold.

## Práce a odkaz
Ač biblický učenec, byl Deutsch znám také svými dvěma romány a pracemi na poli historie a jazyka. Jako jeden ze světově největších židovských učenců, měl Deutsch paměť na fakta, biblických písem, světské literatury i světových dějin. Psal v několika jazycích, včetně hebrejštiny, jidiš, němčiny, francouzštiny a angličtiny.
Deutsch je autorem stovek článků a komentářů v novinách a časopisech, zejména v Židovské kronice, American Hebrew, ročence Ústřední rady amerických rabínů ad. Přispíval do Die Deborah a později v roce 1901 nahradil rabína Isaaca Wiseho ve funkci editora.

## Spisy
- Paradigmen-Tafeln zur hebräischen Grammatik (1886)
- Die Symbolik in Cultus und Dichtung bei den Hebräern (1886)
- Filozofie židovských dějin (1897)
- Andere Zeiten, eine Erzählung aus dem jüdischen Leben der jüngsten Vergangenheit (1898)
- Unlösbare Fesseln, eine Erzählung aus dem jüdischen Leben der Gegenwart (1903)
- Památná data židovských dějin (1904)
- Čtyři epochy židovských dějin (1905)
- Israel Bruna, historická tragédie v pěti aktech (1908)
- Dějiny Židů (1910)
- Der Glaube an Hobelspäne (1914)
- Svitky (2 sv., 1917; 3. vol., 1919) a další brožury a dotisky. Jeho práce jsou mnohými považována za autoritativní slovo o otázkách týkajících se židovské víry .